# كسوف الشمس 23 يوليو 2093
كسوف الشمس 23 يوليو 2093 (بالإنجليزية: Solar eclipse of July 23, 2093)، سيحدث كسوف حلقي للشمس في 23 يوليو 2093. يحدث كسوف الشمس عندما يمر القمر بين الأرض والشمس، وبالتالي يحجب صورة الشمس كليًا أو جزئيًا عن مشاهد على الأرض. يحدث الكسوف الحلقي للشمس عندما يكون القطر الظاهري للقمر أصغر من قطر الشمس، مما يحجب معظم ضوء الشمس ويتسبب في ظهور الشمس على شكل حلقة (حلقة). يظهر الخسوف الحلقي على شكل كسوف جزئي فوق منطقة من الأرض يبلغ عرضها آلاف الكيلومترات.

## الخسوفات ذات الصلة

### كسوف الشمس 2091-2094
هذا الكسوف هو جزء من سلسلة فصل دراسي. يتكرر خسوف في سلسلة فصل دراسي من الكسوف الشمسي كل 177 يومًا تقريبًا و 4 ساعات (فصل دراسي) في العقد المتناوبة من مدار القمر.
| 122 | 18 فبراير, 2091 [الإنجليزية]جزئي | 127 | 15 أغسطس, 2091كلي               |
| 132 | 7 فبراير, 2092 [الإنجليزية]حلقي  | 137 | 3 أغسطس, 2092 [الإنجليزية]حلقي  |
| 142 | 27 يناير, 2093 [الإنجليزية]كلي   | 147 | 23 يوليو, 2093 [الإنجليزية]حلقي |
| 152 | 16 يناير, 2094 [الإنجليزية]كلي   | 157 | 12 يوليو, 2094 [الإنجليزية]جزئي |

### ساروس 147
ساروس147 الشمسي، يتكرر كل حوالي 18 سنة و 11 يومًا، يحتوي على 80 حدثًا. بدأت السلسلة بكسوف جزئي للشمس في 12 أكتوبر 1624. وله كسوف حلقي من 31 مايو 2003 إلى 31 يوليو 2706. لا توجد كسوفات كاملة في هذه السلسلة. تنتهي السلسلة عند العضو 80 ككسوف جزئي في 24 فبراير 3049. سيكون أطول خسوف حلقي في 21 نوفمبر 2291، في 9 دقائق و 41 ثانية.[بحاجة لمصدر]
| تحدث السلسلة 17-27 بين عامي 1901 و 2100: |                             |                             |
| 17                                       | 18                          | 19                          |
| ---------------------------------------- | --------------------------- | --------------------------- |
| 6 أبريل, 1913 [الإنجليزية]               | 18 أبريل, 1931 [الإنجليزية] | 28 أبريل, 1949 [الإنجليزية] |
| 20                                       | 21                          | 22                          |
| 9 مايو, 1967 [الإنجليزية]                | 19 مايو, 1985 [الإنجليزية]  | 31 مايو, 2003               |
| 23                                       | 24                          | 25                          |
| 10 يونيو, 2021                           | 21 يونيو, 2039              | 1 يوليو, 2057               |
| 26                                       | 27                          |                             |
| 13 يوليو, 2075                           | 23 يوليو, 2093 [الإنجليزية] |                             |

### سلسلة اينكس
هذا الكسوف هو جزء من دورة اينكس طويلة الأمد، يتكرر عند العقد المتناوبة، كل 358 شهرًا سينوديًا (≈ 10571.95 يومًا، أو 29 عامًا ناقص 20 يومًا). مظهرها وخط طولها غير منتظمين بسبب عدم التزامن مع الشهر غير الطبيعي (فترة الحضيض). ومع ذلك، فإن مجموعات 3 دورات اينكس (87 سنة ناقص شهرين) تقترب (≈ 1،151.02 شهرًا غير طبيعي)، لذا فإن الكسوف متشابه في هذه المجموعات.
| أعضاء سلسلة اينكس بين عامي 1901 و 2100: | أعضاء سلسلة اينكس بين عامي 1901 و 2100: | أعضاء سلسلة اينكس بين عامي 1901 و 2100: |
| --------------------------------------- | --------------------------------------- | --------------------------------------- |
| 22 نوفمبر 1919(ساروس 141)               | 1 نوفمبر 1948(ساروس 142)                | 12 أكتوبر 1977(ساروس 143)               |
| 22 سبتمبر 2006(ساروس 144)               | 2 سبتمبر 2035(ساروس 145)                | 12 أغسطس 2064(ساروس 146)                |
| 23 يوليو 2093 (ساروس 147)               |                                         |                                         |

## ملحوظات
1. ↑  "A Catalogue of Eclipse Cycles". webspace.science.uu.nl. مؤرشف من الأصل في 2021-11-15. اطلع عليه بتاريخ 2021-12-15.